# 中国农业科学院中兽医研究所
中国农业科学院中兽医研究所（简称中国农科院中兽医所）成立于1958年7月，是隶属于中国农业科学院的中兽医学研究机构。主要从事中国传统动物医学研究，同时运用现代医学技术，探索具有中国特色的新兽医诊疗理论体系。1996年与中国农业科学院兰州畜牧研究所合并组建中国农业科学院兰州动物与兽药研究中心。

## 历史沿革
其前身是成立于1956年的中国科学院西北分院兽医研究室。1957年机构调整后隶属于中国农业科学院。1958年6月，中国农业科学院在兰州市召开第一次全国中兽医研究工作座谈会，决定成立中兽医研究所。
1958年7月，在中国农业科学院兽医研究室的基础上成立中兽医研究所，室址由兰州市盘旋路迁至小西湖，同时改称中国农业科学院中兽医研究所。时任甘肃省畜牧厅厅长陈玉山担任第一副所长并全面主持工作，曾在美国留学的兽医学者蒋次升、中兽医学专家高国景和崔滌僧担任副所长。
1965年，与西北畜牧兽医研究所兽医部分、中国农业科学院哈尔滨兽医研究所的部分（药物室、寄生虫室、普通病室等）合并组成中国农业科学院兽医研究所。1970年，中国农业科学院兽医研究所下放给甘肃省，同时改称甘肃省兽医研究所，隶属于甘肃省农林局，所址由兰州市小西湖迁至徐家坪。1979年4月，在小西湖原址恢复中国农业科学院中兽医研究所建制。
1986年，在兰州市小西湖硷沟沿335号建立药厂。
1996年11月，与中国农业科学院兰州畜牧研究所合并，组建中国农业科学院兰州动物与兽药研究中心。1997年12月，改称中国农业科学院兰州畜牧与兽药研究所。

## 研究成果
总结出马骡结症、马气喘病、黄疸、急性肠炎、怀骡母驴妊娠毒血症等兽病中西医结合疗法。成功研制出痢菌净、静松灵及灭能剂等兽药。

## 出版物
主办期刊《中兽医医药杂志》（1982年创刊）。
组织编著有《中兽医诊断学》《新编中兽医学》《重编校正元亨疗马牛驼经全集》等书籍。

## 历任领导
| 姓名   | 任期                  | 职务                     |
| ------ | --------------------- | ------------------------ |
| 陈玉山 | 1958年6月－1960年9月  | 第一副所长，主持全面工作 |
| 秦茂芳 | 1960年9月－1961年4月  | 第一副所长，主持全面工作 |
| 黄振中 | 1961年4月－1964年8月  | 第一副所长，主持全面工作 |
| 江东之 | 1964年8月－1965年12月 | 第一副所长，主持全面工作 |
| 王晓   | 1965年12月－1970年3月 | 所长                     |
| 江东之 | 1981年10月－1983年6月 | 所长                     |
| 刘若柏 | 1983年6月－1985年3月  | 所长                     |
| 赵荣材 | 1985年3月－1988年7月  | 所长                     |
| 康承伦 | 1988年7月－1990年7月  | 所长                     |
| 赵荣材 | 1994年7月－1996年11月 | 所长                     |